# Słonowice (województwo pomorskie)
Słonowice (kaszb. Słonojce lub Słonowice, niem. Groß Schlönwitz) – wieś w Polsce położona w województwie pomorskim, w powiecie słupskim, w gminie Kobylnica. Na terenie między wsią Dobrzęcino przepływa struga Ściegnica.

## Nazwa
Nazwa miejscowości ma genezę słowiańską i charakter patronimiczny. Powstała przez dodanie do nazwy osobowej Słony formantu -owice. Niemiecka nazwa Groß Schlönwitz jest adaptacją fonetyczną pierwotnej nazwy słowiańskiej z wyróżnikiem groß „wielki”, pozwalającym na odróżnienie od sąsiedniej miejscowości Neu Schlönwitz „Słonowiczki”.
Rada Języka Kaszubskiego proponuje kaszubską formę nazwy Słónowice.

## Historia
Wieś powstała na terenach rolnych, gdzie osadnictwo posiada długą metrykę. Pierwsze wzmianki o wsi są z 1505 roku. We wsi znajduje się kościół parafialny pw. św. Stanisława Kostki, salowy, neogotycki z wieżą po stronie zachodniej, wzniesiony z cegły z niewielką ilością głazów narzutowych. Bryła kościoła pełni istotną rolę w krajobrazie, dobrze wyeksponowana jest od strony północno-zachodniej. Wewnątrz kościoła jest renesansowa chrzcielnica z 1658 roku i barokowa ambona. W pobliżu kościoła znajdował się dwór o konstrukcji ryglowej, kryty słomą, który spłonął w 1939 roku. Wokół dworu był park w stylu angielskim z dwoma stawami i starodrzewiem.
W latach 1975–1998 miejscowość położona była w województwie słupskim.
W miejscowości znajduje się przystanek kolejowy Słonowice.

## Wspólnoty wyznaniowe
- Kościół rzymskokatolicki:
  - Parafia św. Stanisława Kostki w Słonowicach[8].
- Świadkowie Jehowy:
  - zbór Słonowice, Sala Królestwa[9][10]